# 서일본 여객철도 323계 전동차
JR 서일본 323계 전동차(일본어: JR西日本323系電車)는 2016년 12월에 서일본 여객철도에서 오사카 순환선용 전동차로 103계, 201계를 대체한 신형 차량이다.